# Vláda Petra Fialy
Vláda Petra Fialy je úřadující vláda České republiky vedená Petrem Fialou, kterou prezident republiky Miloš Zeman jmenoval 17. prosince 2021 na zámku v Lánech. Jejím sestavením byl 9. listopadu 2021 pověřen Petr Fiala, jakožto lídr vítězné koalice SPOLU v říjnových sněmovních volbách. V závěru listopadu jej prezident jmenoval předsedou vlády. Vláda se stala šestnáctým kabinetem samostatné České republiky a šestým v čele s politikem ODS. Na rozdíl od předcházejícího druhého Babišova kabinetu byla definována funkce místopředsedy pro digitalizaci a navíc zřízeny tři ministerské posty bez portfeje – první z nich pro vědu, výzkum a inovace, dále pak úřad ministra pro legislativu stojícího v čele legislativní rady vlády a obnovena byla ministerská gesce pro evropské záležitosti.
Zástupci koalice SPOLU složené z ODS, KDU-ČSL a TOP 09 podepsali 8. listopadu 2021 koaliční smlouvu s druhou volební koalicí Piráti a Starostové, sestávající z Pirátů a hnutí STAN. Vládu ze začátku tvořilo 18 členů, z toho 6 za ODS, 4 za STAN, 3 za KDU-ČSL, 3 za Piráty a 2 za TOP 09. Z hlediska dvou koalic vyzníval poměr členů 11 : 7 ve prospěch SPOLU. Poslanecká sněmovna, v níž na počátku volebního období kabinet disponoval většinou 108 mandátů, vyslovila 13. ledna 2022 vládě důvěru poměrem hlasů 106 : 87. Tiskovým mluvčím vlády se stal Václav Smolka, v lednu 2024 jej nahradila Lucie Ješátková. V říjnu 2024 odešli z vlády Piráti, kteří zamířili do opozice.
Vzhledem k pěti koaličním stranám (do října 2024) média Fialův kabinet označovala také jako „vládu pětikoalice“ nebo jen pětikoalici.

## Seznam členů vlády
| Úřad                                                | Člen vlády                       | Člen vlády         | Subjekt | Subjekt           | Koalice | Koalice             | Nástup do úřadu    | Odchod z úřadu  |
| --------------------------------------------------- | -------------------------------- | ------------------ | ------- | ----------------- | ------- | ------------------- | ------------------ | --------------- |
| Předseda vlády                                      | Petr Fiala                       |                    |         | ODS               |         | SPOLU               | 28. listopadu 2021 | úřadující       |
| 1. místopředseda vlády Ministr vnitra               | Vít Rakušan                      | Vít Rakušan        |         | STAN              |         | Piráti a Starostové | 17. prosince 2021  | úřadující       |
| Místopředseda vlády Ministr práce a sociálních věcí | Marian Jurečka                   |                    |         | KDU-ČSL           |         | SPOLU               | 17. prosince 2021  | úřadující       |
| Místopředseda vlády Ministr zdravotnictví           | Vlastimil Válek                  | Vlastimil Válek    |         | TOP 09            |         | SPOLU               | 17. prosince 2021  | úřadující       |
| Místopředseda vlády pro digitalizaci                | Ivan Bartoš                      | Ivan Bartoš        |         | Piráti            |         | Piráti a Starostové | 17. prosince 2021  | 30. září 2024   |
| Ministr financí                                     | Zbyněk Stanjura                  | Zbyněk Stanjura    |         | ODS               |         | SPOLU               | 17. prosince 2021  | úřadující       |
| Ministr pro místní rozvoj                           | Ivan Bartoš                      | Ivan Bartoš        |         | Piráti            |         | Piráti a Starostové | 17. prosince 2021  | 30. září 2024   |
| Ministr pro místní rozvoj                           | Marian Jurečka (pověřen řízením) |                    |         | KDU-ČSL           |         | SPOLU               | 1. října 2024      | 7. října 2024   |
| Ministr pro místní rozvoj                           | Petr Kulhánek                    |                    |         | navržen STAN      |         | —                   | 8. října 2024      | úřadující       |
| Ministr zahraničních věcí                           | Jan Lipavský                     | Jan Lipavský       |         | Piráti            |         | Piráti a Starostové | 17. prosince 2021  | úřadující       |
| Ministr zahraničních věcí                           | Jan Lipavský                     | Jan Lipavský       |         | nestraník         |         | —                   | 17. prosince 2021  | úřadující       |
| Ministr(yně) spravedlnosti                          | Pavel Blažek                     | Pavel Blažek       |         | ODS               |         | SPOLU               | 17. prosince 2021  | 9. června 2025  |
| Ministr(yně) spravedlnosti                          | Eva Decroix                      | Eva Decroix        |         | ODS               |         | SPOLU               | 10. června 2025    | úřadující       |
| Ministr kultury                                     | Martin Baxa                      | Martin Baxa        |         | ODS               |         | SPOLU               | 17. prosince 2021  | úřadující       |
| Ministr průmyslu a obchodu                          | Jozef Síkela                     | Jozef Síkela       |         | nestr. za STAN    |         | Piráti a Starostové | 17. prosince 2021  | 7. října 2024   |
| Ministr průmyslu a obchodu                          | Lukáš Vlček                      | Lukáš Vlček        |         | STAN              |         | —                   | 8. října 2024      | úřadující       |
| Ministr zemědělství                                 | Marian Jurečka (pověřen řízením) | Marian Jurečka     |         | KDU-ČSL           |         | SPOLU               | 17. prosince 2021  | 3. ledna 2022   |
| Ministr zemědělství                                 | Zdeněk Nekula                    | Zdeněk Nekula      |         | KDU-ČSL           |         | SPOLU               | 3. ledna 2022      | 28. června 2023 |
| Ministr zemědělství                                 | Marek Výborný                    | Marek Výborný      |         | KDU-ČSL           |         | SPOLU               | 29. června 2023    | úřadující       |
| Ministr školství, mládeže a tělovýchovy             | Petr Gazdík                      |                    |         | STAN              |         | Piráti a Starostové | 17. prosince 2021  | 30. června 2022 |
| Ministr školství, mládeže a tělovýchovy             | Vladimír Balaš                   |                    |         | STAN              |         | Piráti a Starostové | 1. července 2022   | 4. května 2023  |
| Ministr školství, mládeže a tělovýchovy             | Mikuláš Bek                      |                    |         | STAN              |         | Piráti a Starostové | 4. května 2023     | úřadující       |
| Ministryně obrany                                   | Jana Černochová                  | Jana Černochová    |         | ODS               |         | SPOLU               | 17. prosince 2021  | úřadující       |
| Ministr dopravy                                     | Martin Kupka                     | Martin Kupka       |         | ODS               |         | SPOLU               | 17. prosince 2021  | úřadující       |
| Ministr(yně) životního prostředí                    | Anna Hubáčková                   | Anna Hubáčková     |         | nestr. za KDU-ČSL |         | SPOLU               | 17. prosince 2021  | 31. října 2022  |
| Ministr(yně) životního prostředí                    | Marian Jurečka (pověřen řízením) | Marian Jurečka     |         | KDU-ČSL           |         | SPOLU               | 1. listopadu 2022  | 10. března 2023 |
| Ministr(yně) životního prostředí                    | Petr Hladík                      | Petr Hladík        |         | KDU-ČSL           |         | SPOLU               | 10. března 2023    | úřadující       |
| Ministr(yně) pro vědu, výzkum a inovace             | Helena Langšádlová               | Helena Langšádlová |         | TOP 09            |         | SPOLU               | 17. prosince 2021  | 5. května 2024  |
| Ministr(yně) pro vědu, výzkum a inovace             | Marek Ženíšek                    |                    |         | TOP 09            |         | SPOLU               | 16. května 2024    | úřadující       |
| Ministr pro legislativu                             | Michal Šalomoun                  | Michal Šalomoun    |         | nestr. za Piráty  |         | Piráti a Starostové | 17. prosince 2021  | 11. října 2024  |
| Ministr pro evropské záležitosti                    | Mikuláš Bek                      | Mikuláš Bek        |         | STAN              |         | Piráti a Starostové | 17. prosince 2021  | 4. května 2023  |
| Ministr pro evropské záležitosti                    | Martin Dvořák                    | Martin Dvořák      |         | STAN              |         | Piráti a Starostové | 4. května 2023     | úřadující       |
| Předseda(kyně) Legislativní rady vlády              | Michal Šalomoun                  | Michal Šalomoun    |         | nestr. za Piráty  |         | Piráti a Starostové | 17. prosince 2021  | 11. října 2024  |
| Předseda(kyně) Legislativní rady vlády              | Pavel Blažek                     | Pavel Blažek       |         | ODS               |         | SPOLU               | 11. října 2024     | 9. června 2025  |
| Předseda(kyně) Legislativní rady vlády              | Eva Decroix                      | Eva Decroix        |         | ODS               |         | SPOLU               | 10. června 2025    | úřadující       |

### Počet členů podle navrhujících subjektů
| - ODS       | 6 |
| - STAN      | 5 |
| - KDU-ČSL   | 3 |
| - TOP 09    | 2 |
| - nezávislí | 1 |

## Vznik vlády

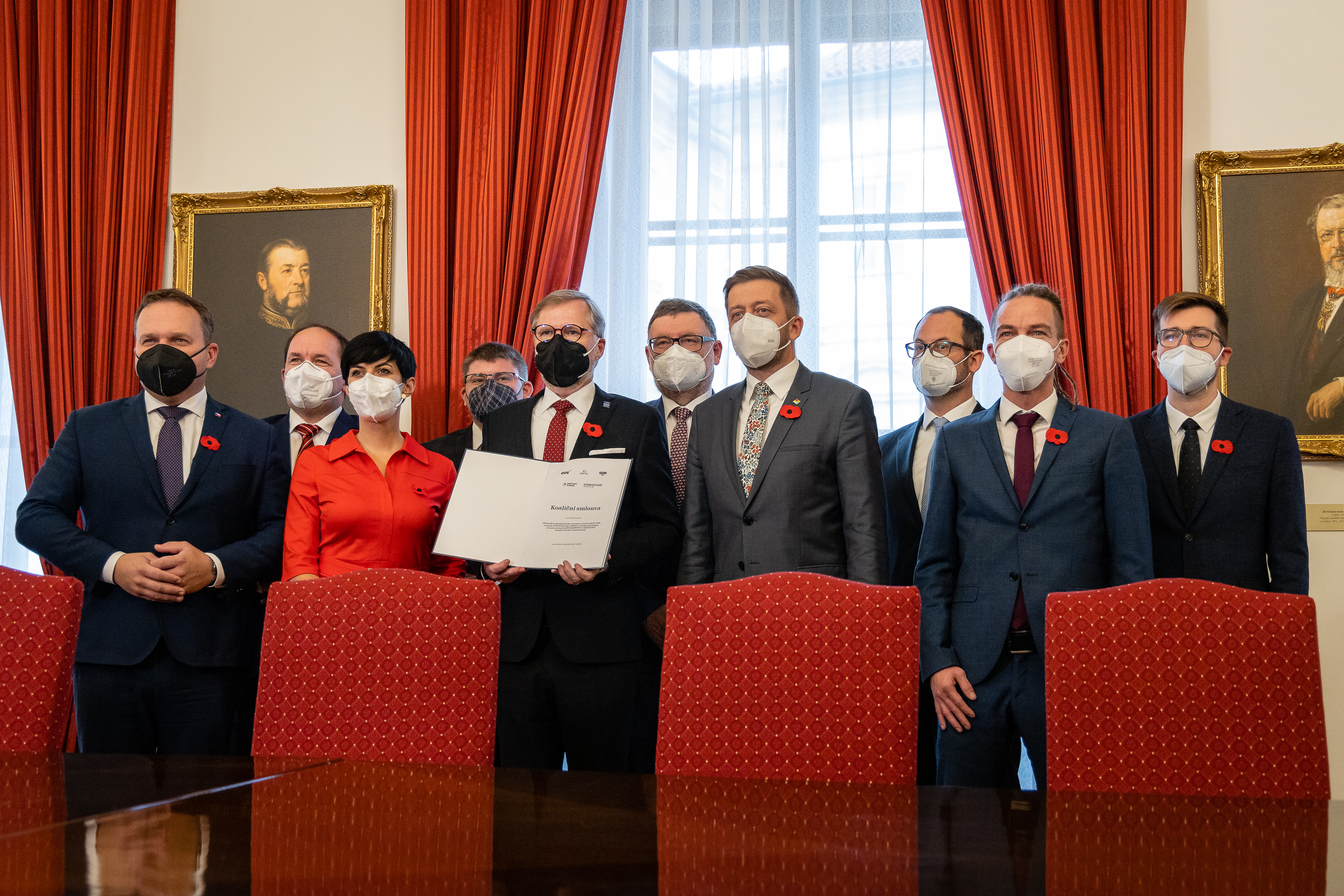
Lídrové koaličních stran po podpisu koaliční smlouvy

Jmenování předsedy ODS a lídra koalice SPOLU Petra Fialy do úřadu předsedy vlády bylo plánováno na 26. listopad 2021. Vzhledem k opětovné krátké hospitalizaci prezidenta Miloše Zemana po pozitivním covidovém testu, provedeném předchozí den, byl tento akt odložen a uskutečnil se 28. listopadu 2021 v prostorách lánského zámku.
Dne 25. listopadu se své nominace na post ministra průmyslu a obchodu vzdal Věslav Michalik, a to kvůli majetkovým vazbám a podnikatelským aktivitám. Firmy spjaté s rodinou Michalikových si podle Lidových novin a Deníku N vypůjčily 4,5 milionu eur přes anonymní kyperskou společnost kterou dle jeho vyjádření vlastnila jeho manželka. Michalika nahradil investor Jozef Síkela.

### Výhrady ke jmenování Jana Lipavského ministrem zahraničí
Prezident Miloš Zeman vyjádřil 17. listopadu 2021 záměr nejmenovat kandidáta na ministra zahraničních věcí Jana Lipavského kvůli rozdílným postojům v zahraniční politice. Podle Frekvence 1 mu při osobním pohovoru 7. prosince 2021 doporučil, aby odstoupil z kandidatury na tuto pozici. O tři dny později potvrdil, že Lipavského členem vlády nejmenuje kvůli rozdílným názorům a nedostatečné kvalifikaci. Po setkání s designovaným premiérem Petrem Fialou 13. prosince však změnil názor a se jmenováním Lipavského souhlasil, přestože jeho výtky k Lipavskému přetrvávaly. Fiala již předtím avizoval, že v případě odmítavého stanoviska byl připraven podat kompetenční žalobu k Ústavnímu soudu.
Jako premiér Zeman deklaroval, že ústava nedává prezidentu právo odmítnout jmenování navrženého kandidáta za člena vlády. Při Havlově váhání nad jmenováním Kavana a Grulicha v červenci 1998 uvedl: „… pokud jde o jakési personální veto, tak se domnívám, že by to bylo v rozporu s příslušným článkem ústavy […] Jak víte, podle ústavy to navrhuje premiér a v takovém případě je to zaručené.“
Ústavní právník Jan Kysela označil případné nejmenování řádně navrženého Lipavského za protiústavní postup, když vlastnímu aktu nebránily žádné právní překážky. Shodný názor vyjádřili jeho kolegové Marek Antoš, Jan Wintr a Ondřej Preuss. Naopak zastáncem menšinového stanoviska, že podle ústavy „hlavě státu nic jasně nenařizuje návrhu na jmenování vyhovět,“ se stal ústavní právník Aleš Gerloch.

### Jmenování vlády

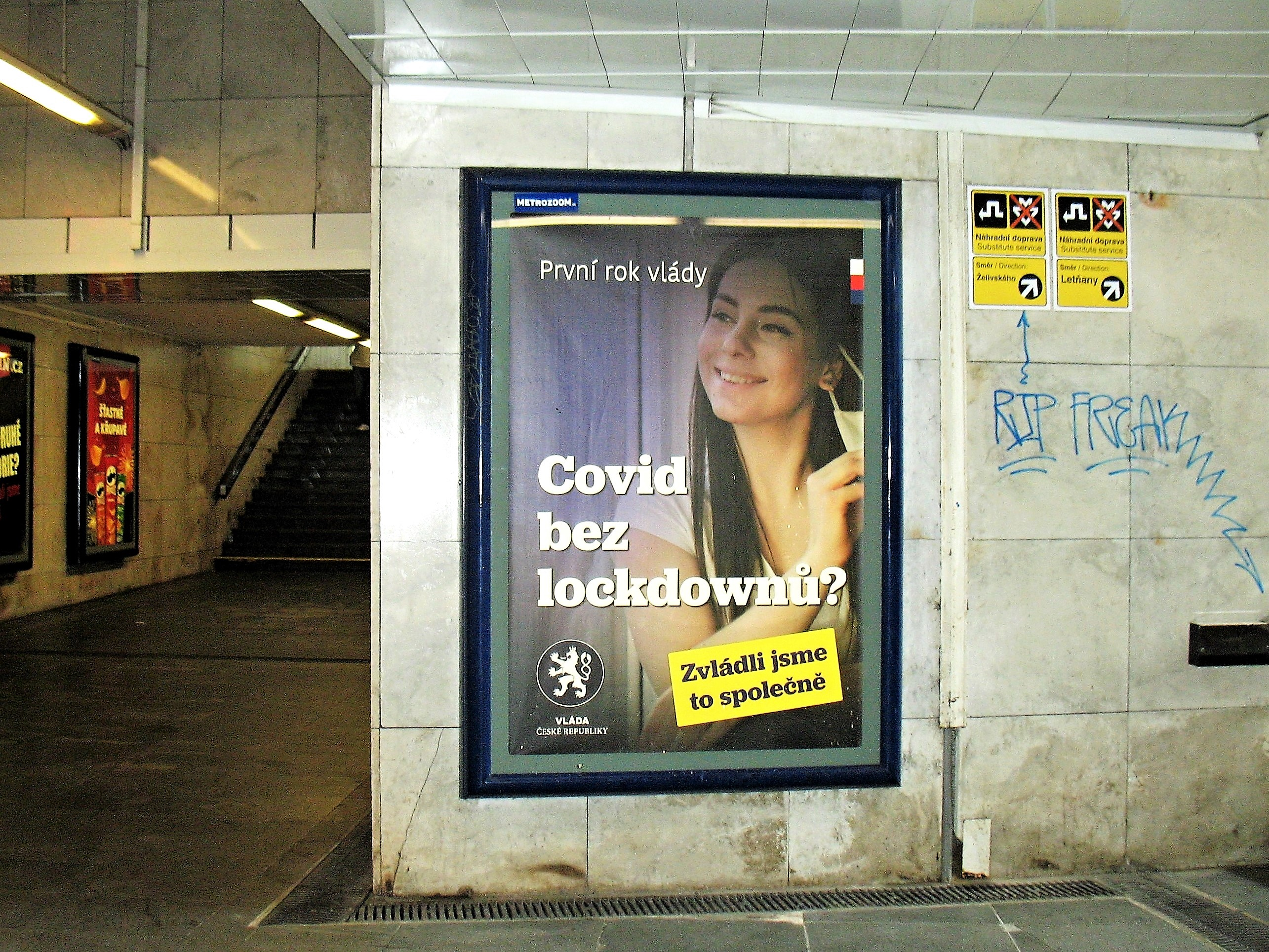
Propagace práce vlády Petra Fialy. Pražská stanice metra Muzeum, květen 2023

Dne 13. prosince 2021 Petr Fiala oznámil, že se s prezidentem Milošem Zemanem dohodli na jmenování vlády, které se uskutečnilo 17. prosince 2021 v 11.00 hodin v hudebním sálu lánského zámku.

Zdeněk Nekula z KDU-ČSL byl jmenován ministrem zemědělství 3. ledna 2022 kvůli nařízené covidové izolaci do 21. prosince 2021. Od nástupu členů vlády do úřadů v prosinci 2021 byl řízením ministerstva zemědělství pověřen Marian Jurečka, předseda lidovců a ministr práce a sociálních věcí.

## Vývoj ve vládě

### Demise ministra školství Petra Gazdíka
Dne 19. června 2022, poté co média upozornila na jeho styky s podnikatelem a lobbistou Michalem Redlem, který patří mezi hlavní obviněné v kauze uplácení v pražském dopravním podniku, se Petr Gazdík rozhodl podat demisi na post ministra školství, mládeže a tělovýchovy k 30. červnu 2022, neboť podle něj vrhaly jeho styky s některými lidmi stín na hnutí STAN. Premiér jeho rozhodnutí ocenil a označil jej za změnu politické kultury. Na místo ministra školství, mládeže a tělovýchovy byl kandidátem Vladimír Balaš. Prezident republiky Miloš Zeman ho jmenoval dne 29. června 2022 na Pražském hradě, do funkce nastoupil 1. července 2022

### Demise ministryně životního prostředí Anny Hubáčkové
Dne 7. října 2022 oznámila ministryně životního prostředí Anna Hubáčková, že podá demisi ze zdravotních důvodů. Předseda KDU-ČSL a ministr práce a sociálních věcí Marian Jurečka současně oznámil, že kandidátem na její funkci je Petr Hladík.
Dne 20. října 2022 se měl Petr Hladík sejít s prezidentem republiky Milošem Zemanem, avšak 18. října 2022 zasahovala Policie České republiky na brněnském magistrátu, přičemž zasahovala i v kanceláři Petra Hladíka. Následně Marian Jurečka požádal prezidenta republiky o zrušení plánované schůzky a prezident republiky mu vyhověl. Dále oznámil, že se širší vedení KDU-ČSL bude bavit o dalším postupu dne 20. října 2022. Širší vedení KDU-ČSL 20. října 2022 oznámilo, že Petr Hladík zůstává nadále kandidátem KDU-ČSL na post ministra životního prostředí. Dne 27. října 2022 pak prezident republiky přijal demisi Hubáčkové a s účinností od 1. listopadu 2022 pověřil řízením ministerstva životního prostředí Mariana Jurečku. Jurečka měl ve funkci zůstat, „dokud se situace nevyjasní“. Ke konci roku 2022 podal premiér Petr Fiala návrh na jmenování Hladíka ministrem, prezident Zeman jej však jmenovat odmítl. V lednu 2023 jmenoval Jurečka Hladíka náměstkem ministra životního prostředí. Podle premiéra Fialy měl tento stav trvat do března 2023, kdy mělo dojít k inauguraci nového prezidenta republiky Petra Pavla, který oznámil, že je připraven Hladíka jmenovat. Dne 10. března 2023 tak Petr Pavel skutečně učinil a Petr Hladík se stal ministrem životního prostředí.

### Demise ministra školství Vladimíra Balaše
Dne 20. dubna 2023 oznámil ministr školství Vladimír Balaš, že na funkci ze zdravotních důvodů rezignuje. Prezident Pavel jeho rezignaci přijal k 4. květnu 2023, kdy Balaše ve funkci nahradil dosavadní ministr pro evropské záležitosti Mikuláš Bek, jehož místo ve vládě obsadil náměstek ministra zahraničí Martin Dvořák.

### Demise ministra zemědělství Zdeňka Nekuly
Dne 14. června 2023 ministr zemědělství Zdeněk Nekula uvedl, že na funkci ministra rezignuje. Jako důvody uvedl špatné PR a to, že vyvolával kontroverze. Zároveň oznámil, že nahradit jej ve funkci má dosavadní předseda poslaneckého klubu KDU-ČSL Marek Výborný. Prezident Petr Pavel dne 26. června 2023 Nekulovu demisi k 28. červnu 2023 přijal a 29. června 2023 jmenoval Marka Výborného jeho nástupcem.

### Demise ministryně pro vědu, výzkum a inovace Heleny Langšádlové
Dne 25. dubna 2024 oznámila ministryně pro vědu, výzkum a inovace Helena Langšádlová, že rezignuje na svou funkci. Konkrétní důvod neuvedla, avšak předsedkyně TOP 09 Markéta Pekarová Adamová uvedla jako důvod nedostatečné vysvětlování její práce. Pro Deník N pak Langšádlová objasnila, že měla „málo lajků“. Její demisi k 5. květnu 2024 přijal prezident Pavel 2. května 2024. Nástupcem se měl stát ekonom a bývalý rektor Slezské univerzity v Opavě Pavel Tuleja. Ten se však po informacích, že publikoval v tzv. predátorských časopisech práce, které byly na velmi špatné úrovni, rozhodl kandidatury na tuto funkci vzdát. Zároveň se objevily pochybnosti o Tulejově schopnosti hovořit anglicky. Langšádlovou nakonec nahradil Marek Ženíšek, kterého prezident Pavel jmenoval ministrem 16. května 2024.

### Odchod Pirátů z vlády a další změny
Dne 24. září 2024 oznámil premiér Petr Fiala záměr odvolat vicepremiéra a ministra pro místní rozvoj Ivana Bartoše. Jako důvod odvolání označil nezvládnutí digitalizace stavebního řízení. Premiér navrhne odvolání prezidentovi Petru Pavlovi k 30. září 2024. Dle Fialy se nejedná o porušení koaliční smlouvy a vyzval Piráty, aby nominovali nového kandidáta, rovněž dodal, že je spokojen s prací ostatních ministrů za Piráty. Od 25. září převzal digitalizaci stavebního řízení ministr dopravy Martin Kupka. Na tiskové konferenci Pirátů zaznělo od poslanců Jakuba Michálka a Olgy Richterové, že premiér Petr Fiala podlehl nátlaku svých spolustraníků a kmotrům. Premiér Fiala tato tvrzení dementoval. Bartoš v Interview ČT24 řekl, že Michálek měl zákulisní tlaky na premiéra Petra Fialu ověřené ze dvou zdrojů. Rovněž předpokládá, že pirátští ministři ve vládě podají demisi, ale nového ministra na post ministra pro místní rozvoj navrhovat nebudou. Lipavský oznámil, že podá demisi, pokud Piráti odhlasují odchod z vlády; také dodal, že pokud se tomu tak stane, zvažoval by vystoupení ze strany. Prezident Petr Pavel odvolal Ivana Bartoše z pozice místopřededy vlády a ministra pro místní rozvoj na návrh premiéra Fialy 30. září 2024. Řízením Ministerstva pro místní rozvoj pověřil Mariana Jurečku.
Dne 30. září 2024 se Celostátní fórum Pirátů usneslo k vypovězení koaliční smlouvy a odchodu Pirátů z vlády. Na základě tohoto usnesení a svých předchozích vyjádření měli zbývající dva ministři za Piráty, Michal Šalomoun a Jan Lipavský, podat 1. října 2024 demisi. Oba svoji demisi předsedovi vlády Petru Fialovi toho dne přinesli. Po jednání s premiérem se ale Jan Lipavský ji rozhodl vzít zpět a se souhlasem všech ostatních vládních stran pokračovat na postu ministra zahraničí jako nestraník, neboť také požádal o ukončení členství v České pirátské straně. Naopak Michal Šalomoun se s premiérem dohodl, že ve vládě skončí 11. října 2024; jeho demisi k tomuto dni přijal prezident Pavel 7. října 2024.
Dne 8. října 2024 vystřídal Mariana Jurečku ve funkci ministra pro místní rozvoj Petr Kulhánek a zároveň se novým ministrem průmyslu a obchodu stal Lukáš Vlček, jenž nahradil Jozefa Síkelu, který byl vybrán na pozici evropského komisaře.

### Demise ministra spravedlnosti Pavla Blažka
Dne 30. května 2025 oznámil záměr podat demisi ministr spravedlnosti Pavel Blažek (ODS). Stalo se tak v souvislosti s tzv. bitcoinovou kauzou, tedy přijetím daru pro jím řízené ministerstvo v bitcoinech v hodnotě zhruba jedné miliardy korun od odsouzeného překupníka drog Tomáše Jiřikovského. Darem se kvůli možnému praní špinavých peněz zabývá Národní centrála proti organizovanému zločinu. Premiér Petr Fiala 3. června oznámil, že do úřadu ministryně navrhne místopředsedkyni ODS, poslankyni a advokátku Evu Decroix, kterou prezident Pavel jmenoval ministryní spravedlnosti 10. června 2025. Ve Fialově kabinetu se jednalo o první změnu na postu spravovaném Občanskou demokratickou stranou.

## Působení vlády
Daňová zátěž (tj. daňová kvóta) byla v při nástupu Fialovy vlády nejnižší (32,1 % HDP v roce 2022) a poté mírně vzrostla (až na 33,1 % HDP v roce 2024). Reálná mzda dosáhne po počátečním propadu téměř úrovně z doby nástupu vlády. HDP po dobu vlády rostl. Jednou z priorit vlády bylo snížení počtu státních zaměstnanců; v roce 2024 bylo v ČR téměř půl milionu státních zaměstnanců, resp. zaměstnanců placených ze státního rozpočtu.

## Důvěra veřejnosti
Na podzim 2023 v polovině mandátu vládě Petra Fialy podle průzkumu Centra pro výzkum veřejného mínění věřila pouze čtvrtina občanů a ustála třetí pokus opozice o vyslovení nedůvěry. Premiér Fiala ve sněmovně na svou obhajobu vyjmenoval 70 úspěchů vlády. Ty jsou podle komentátora portálu Seznam Zprávy Martina Čabana sice hmatatelné, ale volby nevyhrávají. Politoložka Eva Lebedová z Univerzity Palackého v Olomouci však upozornila, že ačkoli „vláda sama velmi kriticky posuzovala komunikaci v době pandemie, tak se příliš nepoučila a  není schopná vysvětlovat, jak zásadní reformy a jejich dopady, tak ani proaktivně komunikovat klíčové priority, zvládání krizí, nebyla ani schopná mírnit napjaté nálady.“ Podle komentátora Stanislav Bilera „lidé vnímají rozpor jednotlivých slov a činů. To bylo extrémně patrné, když vláda nastoupila s tím, že školství a vzdělání je priorita, a pak v červnu přijde neuvěřitelný návrh od ministra financí, že ze školství sebere skoro 30 miliard, a není k tomu žádné vysvětlení.“

### Výzva k vystoupení České republiky z OSN
Koncem října 2023 vyzvala ministryně obrany Jana Černochová k vystoupení České republiky z Organizace spojených národů, přičemž jako důvod uvedla rezoluci OSN, v níž Valné shromáždění OSN velkou většinou vyzvalo ke zlepšení humanitární situace a k okamžitému klidu zbraní v Pásmu Gazy. Proti této rezoluci hlasovalo kromě Izraele jen dalších 13 z 193 členských států včetně Česka. Její výzvu k odchodu z OSN vzápětí odmítli jak zástupci opozice, tak její vládní kolegové včetně ministra zahraničních věcí Jana Lipavského a premiéra Petra Fialy.